# Ганна Вілсон
Ганна Вілсон (10 березня 1989) — китайська плавчиня.
Учасниця Олімпійських Ігор 2004, 2008, 2012 років.
Призерка Азійських ігор 2009 року.
Переможниця літньої Універсіади 2009 року.